# Juliusz Mokry
Juliusz Mokry (ur. 4 października 1873 w Tarnowie, zm. 17 lipca 1942 w Krakowie) – polski inżynier górnictwa.

## Życiorys
Urodził się 4 października 1873 w Tarnowie, w rodzinie Stefana i Julii ze Stefańskich. Po ukończeniu gimnazjum w Jaśle wyjechał do Leoben, gdzie studiował w tamtejszej Akademii Górniczej. Po jej ukończeniu w 1899 przeprowadził się do Krakowa, gdzie studiował na Wydziale Prawa Uniwersytetu Jagiellońskiego. Naukę kontynuował na Uniwersytecie Wiedeńskim, a następnie podjął na krótko pracę w kopalni węgla należącej do rodziny Larisch-Mönnichów w Karwinie, skąd wyjechał do Borysławia aby wykładać w szkole wiertniczej. W 1902 został pracownikiem urzędu górniczego, a od 1936 prezesem Wyższego Urzędu Górniczego we Lwowie. Był członkiem Towarzystwa Politechnicznego we Lwowie oraz prezesem Funduszu Popierania Wiertnictwa Naftowego. 
W 1903 ożenił się z Anną z Rybaków (1881–1947).
Zmarł 17 lipca 1942 w Krakowie. Spoczywa na Cmentarzu Salwatorskim (sektor SC7-10-49).

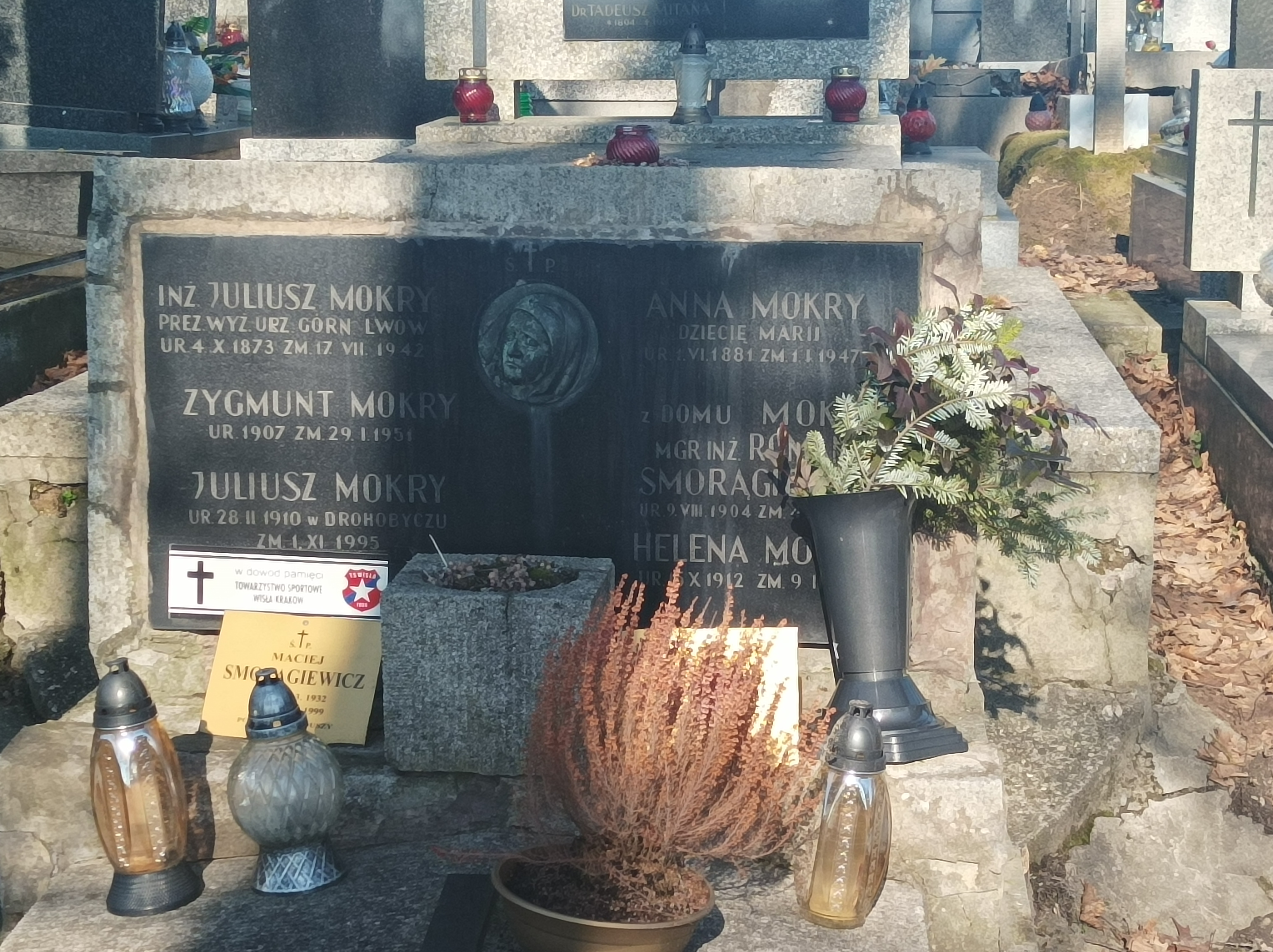
Grób Juliusza Mokrego na Cmentarzu Salwatorskim

## Ordery i odznaczenia
- Krzyż Oficerski Orderu Odrodzenia Polski (7 listopada 1925)[3]
- Złoty Krzyż Zasługi (10 lutego 1939)[4]